# Presidente de Melilla
El presidente de Melilla, también conocido como alcalde-presidente de Melilla, dirige y coordina el Consejo de Gobierno de Melilla y ostenta la suprema representación de la ciudad autónoma, ejerciendo también como alcalde. Además, es el presidente de la Asamblea de Melilla.

## Elección
Es elegido por la Asamblea de entre sus miembros y nombrado por el rey. La elección, que tendrá que realizarse entre los miembros de la Asamblea de Melilla que encabezaran alguna de las listas electorales que hayan obtenido escaño, se efectuará por mayoría absoluta. En caso de que ningún candidato obtenga dicha mayoría, quedará designado Presidente el que encabece la lista que hubiera obtenido mayor número de votos.

## Otras funciones
Nombrar y separar a los consejeros, delegar temporalmente sus funciones ejecutivas en algunos de los miembros del Consejo.

## Listado de presidentes
Las siguientes personas han gobernado la administración del municipio y ciudad autónoma española de Melilla como alcaldes-presidentes, desde la aprobación de su Estatuto de Autonomía:
| Presidente | Presidente | Presidente | Presidente        | Ciudad de nacimiento | Inicio del mandato  | Fin del mandato     | Partido                                  |
| ---------- | ---------- | ---------- | ----------------- | -------------------- | ------------------- | ------------------- | ---------------------------------------- |
| 1.°        |            |            | Ignacio Velázquez | Ceuta                | 14 de marzo de 1995 | 3 de marzo de 1998  | PP                                       |
| 2.°        |            |            | Enrique Palacios  | Melilla              | 3 de marzo de 1998  | 5 de julio de 1999  | Independiente                            |
| 3.°        |            |            | Mustafá Aberchán  | Melilla              | 5 de julio de 1999  | 19 de julio de 2000 | CpM                                      |
| 4.°        |            |            | Juan José Imbroda | Melilla              | 19 de julio de 2000 | 15 de junio de 2019 | UPM (2000-2003) PP (2003-2019)           |
| 5.°        |            |            | Eduardo de Castro | Melilla              | 15 de junio de 2019 | 7 de julio de 2023  | Cs (2019-2021) Independiente (2021-2023) |
| 6.°        |            |            | Juan José Imbroda | Melilla              | 7 de julio de 2023  | actualidad          | PP                                       |